# Приказ № 027
«Прика́з № 027» (кор. 명령-027호?, 命令-027號?) — северокорейский боевик с элементами боевых искусств, снятый в 1986 году. Действие фильма разворачивается во время войны в Корее 1950—1953 годов. 
Премьера фильма состоялась в 1986 году в Северной Корее, а в 1990 году — в СССР.

## Сюжет
Отряду специального назначения северокорейской армии ставится боевая задача — проникнуть в глубокий тыл противника, обезвредить учебные центры по подготовке отрядов специального назначения противника, уничтожить их штаб и добыть важные документы. В штабе военной разведки противника работает агент — девушка под оперативной кличкой «Цветок граната», помогающая отряду выполнить задание.
В результате кровопролитных боёв отряд выполняет задание, однако несёт потери — погибают два бойца и командир отряда.

## В ролях
Ким Чен Ун — Чхиль У

Чха Сон Чхиль — Киль Нам

Ким Ха Чхон — У Джэ

Ли Вон Бок — Йон Кун

Чха Сун Чхоль — Чан Хон